# ننترسهاوزن (راینلاند-فالتس)
ننترسهاوزن (به آلمانی: Nentershausen) یک شهر در آلمان است که در وستروالدکرایس واقع شده‌است. ننترسهاوزن ۲٬۰۱۹ نفر جمعیت دارد.